# 妙法寺 (杉並区)
妙法寺（みょうほうじ）は、東京都杉並区堀ノ内にある、日蓮宗の本山（由緒寺院）。山号は日円山。旧本山は身延山久遠寺。通師堀之内法縁。

## 歴史
元々は真言宗の尼寺であったが、1615年 - 1624年（元和年間）日逕上人は、母・日圓法尼の菩提のため日蓮宗に改宗した。山号は日圓法尼に因み日圓山とし寺号を妙法寺とした。初めは碑文谷法華寺の末寺となったが、1698年（元禄11年）碑文谷法華寺は不受不施派の寺院として江戸幕府の弾圧を受け、改宗を余儀なくされた結果、身延山久遠寺の末寺となった。このころ碑文谷法華寺にあった祖師像を譲り受ける。日蓮の祖師像が厄除けに利益（りやく）があるということで、江戸時代より多くの人々から信仰を集めている。現在でも、厄除けなどの利益を求め、多くの人が参拝に訪れている。古典落語「堀の内」の題材にもなるなど、街の顔にもなっている。1926年（大正15年）妙法寺貫首により、東京立正短期大学、東京立正中学校・高等学校が設立されている。
元々は中本山であったが昭和27年に本山（由緒寺院）に昇格している。
現住は37世山田日潮貫首（豊島区本立寺より晋山）。通師堀之内法縁縁頭寺。

## 境内

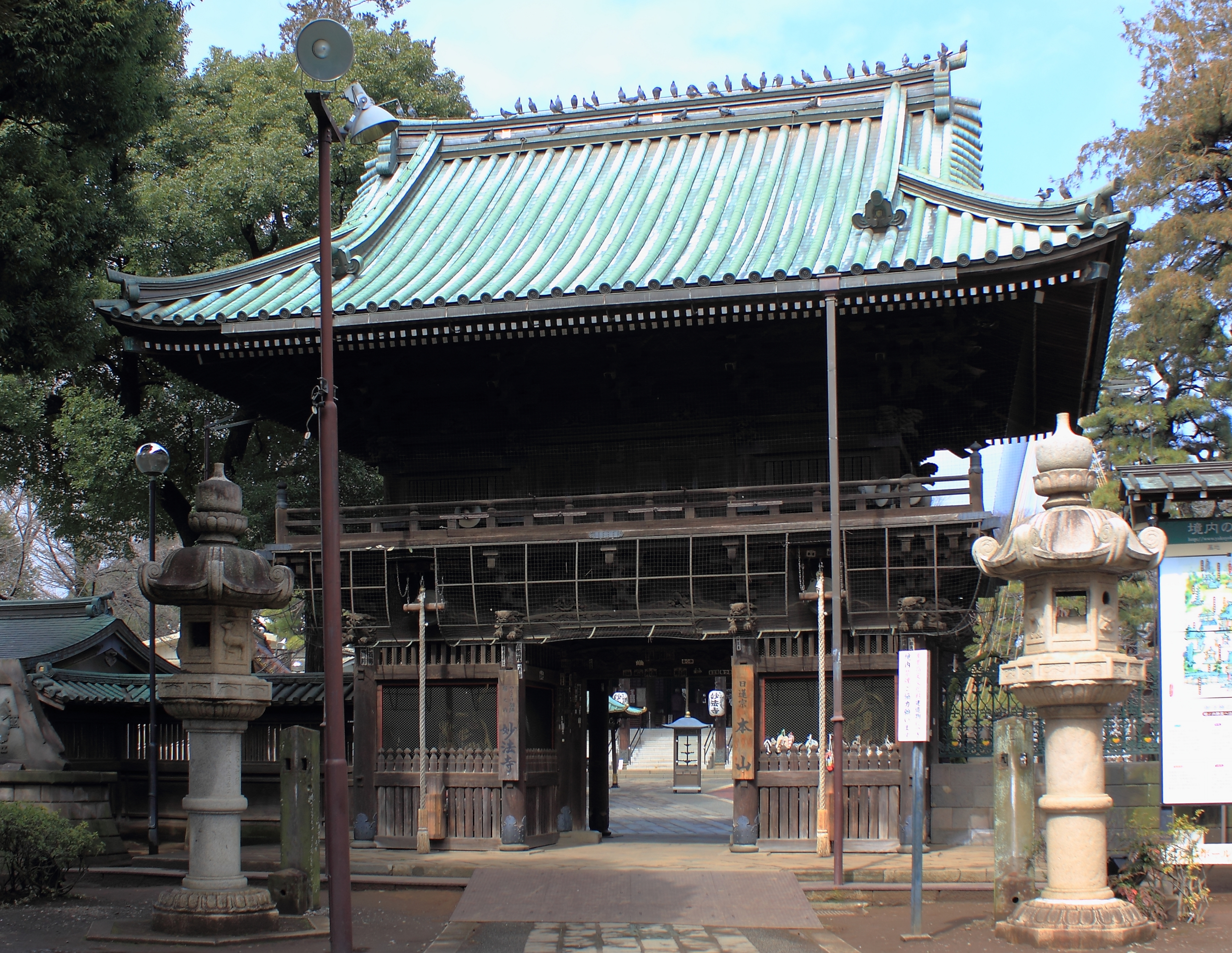
仁王門
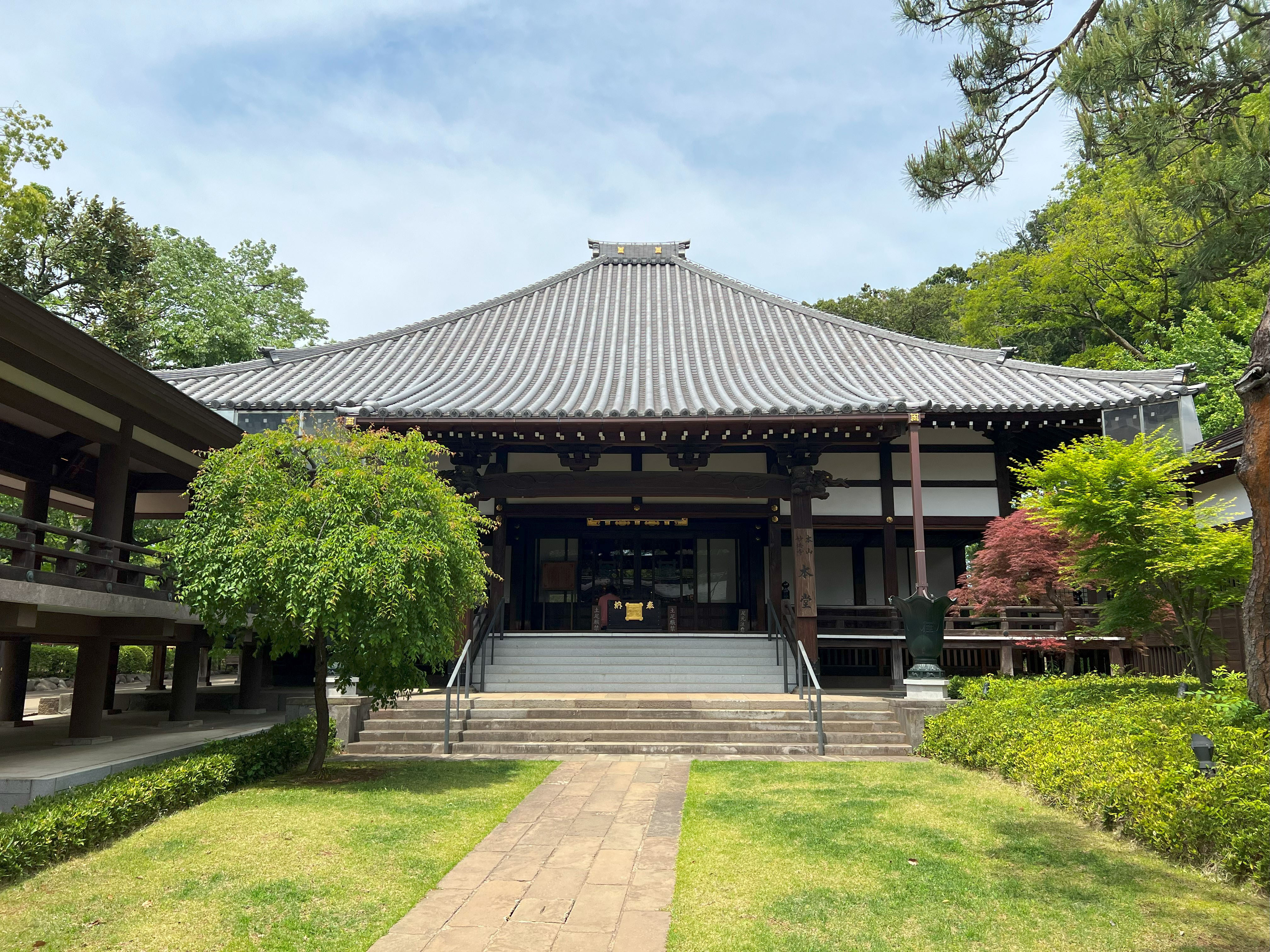
本堂
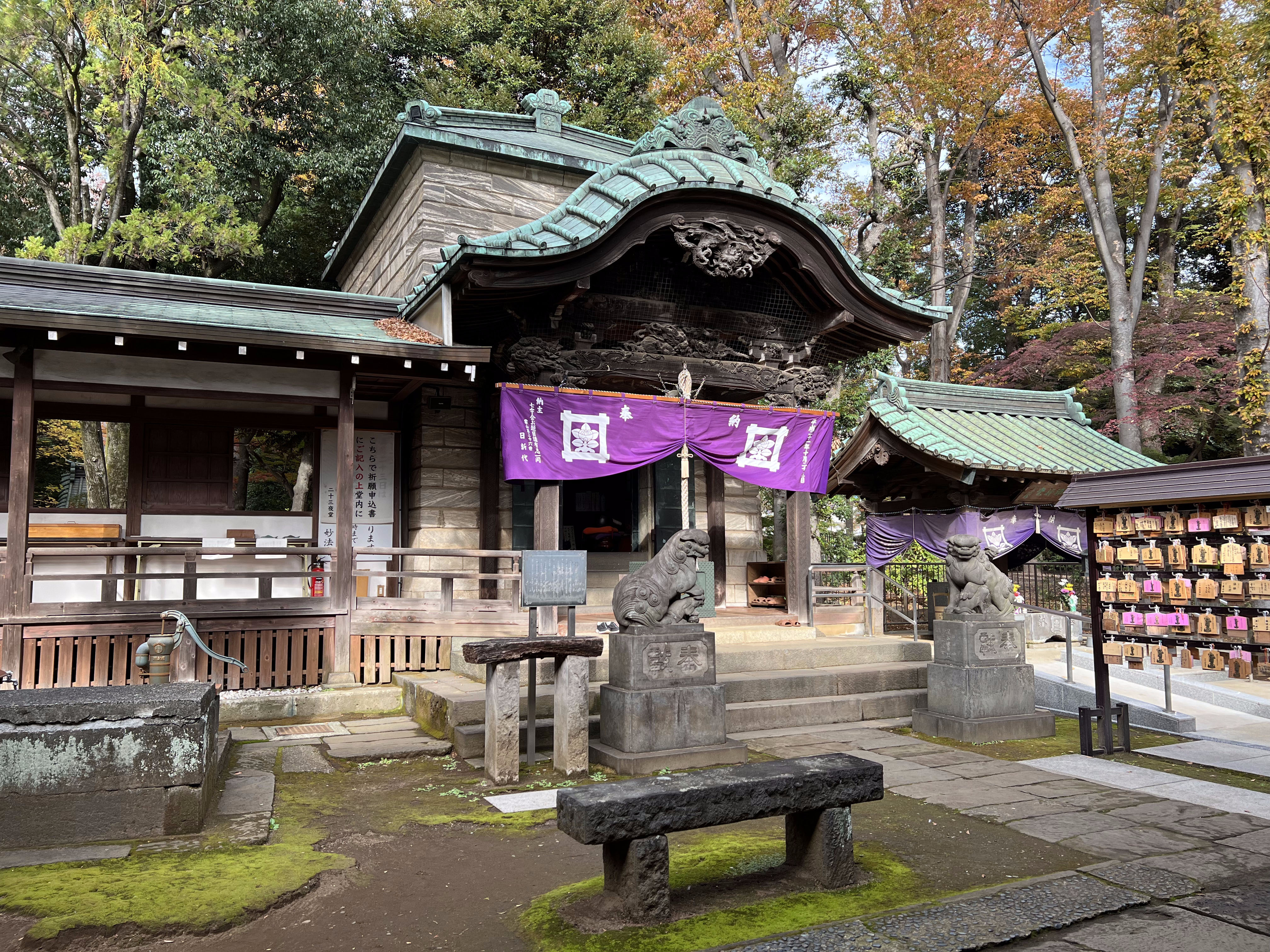
二十三夜堂
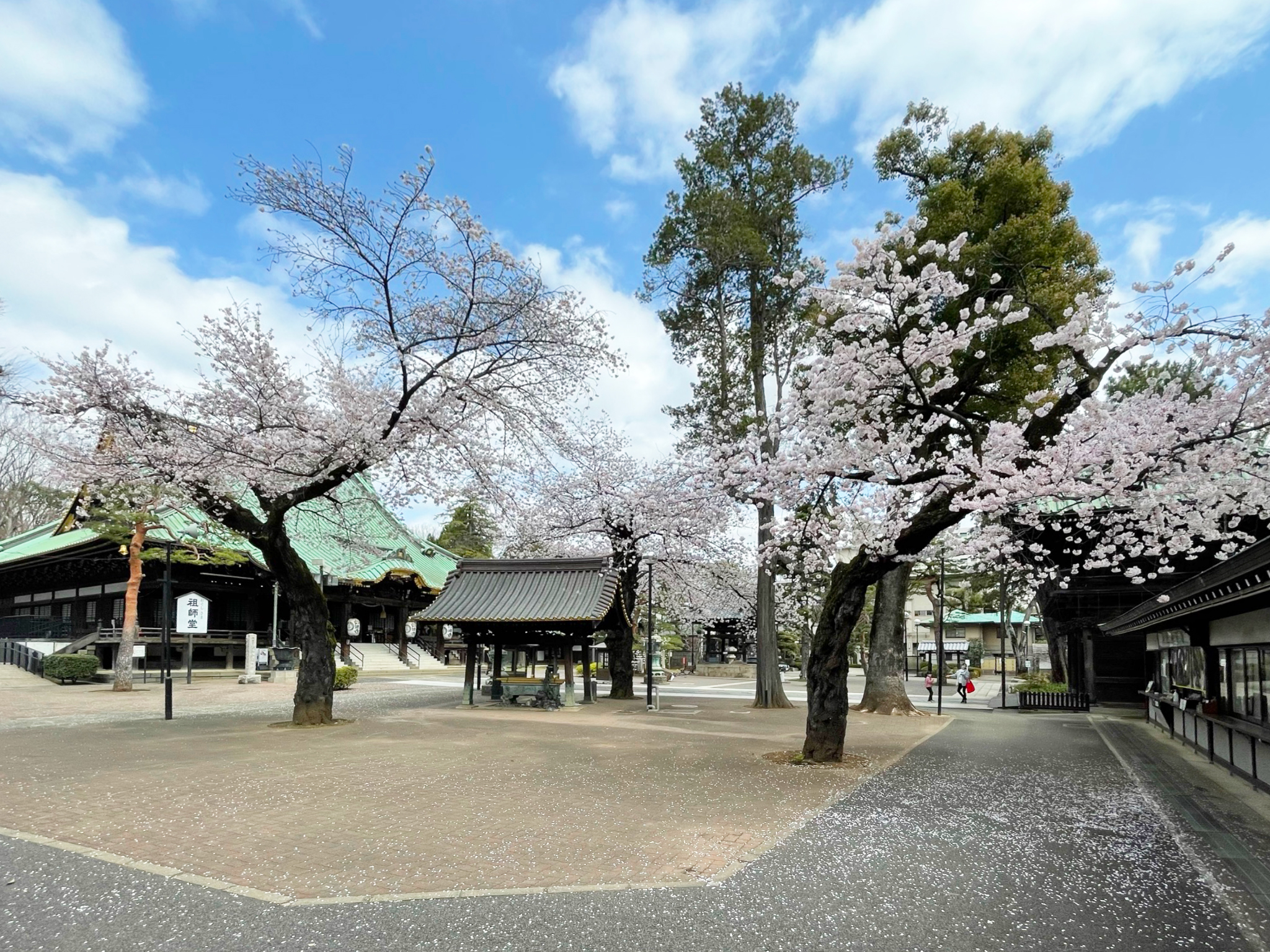
境内

徳川家綱が妙法寺の地頭所日吉山王社に寄進したとされる金剛力士像が安置されている。東京都指定有形文化財。
- 祖師堂

厄除け祖師像（日蓮像）が安置されている堂。東京都指定有形文化財。
- 本堂
- 二十三夜堂

二十三夜尊大月天王を祀り、毎月23日のみ開帳。10月23日には二十三夜尊大祭が行われる。
- 鉄門

1878年（明治11年）竣工。国の重要文化財。和洋折衷のデザインになる鉄門で、ネームプレートから工部省赤羽工作分局の施行であることがわかる。現地案内板やパンフレット類などではニコライ堂などを建築した建築家・ジョサイア・コンドルがデザインしたと記載されているが、文化庁による解説には工部省の設計施工とあり、コンドルの設計とはされていない。
- 有吉佐和子の碑

当地界隈に住んでいた作家・有吉佐和子を偲んで建てられた碑。
- 仁王門
- 本堂
- 二十三夜堂
- 境内

## 文化財

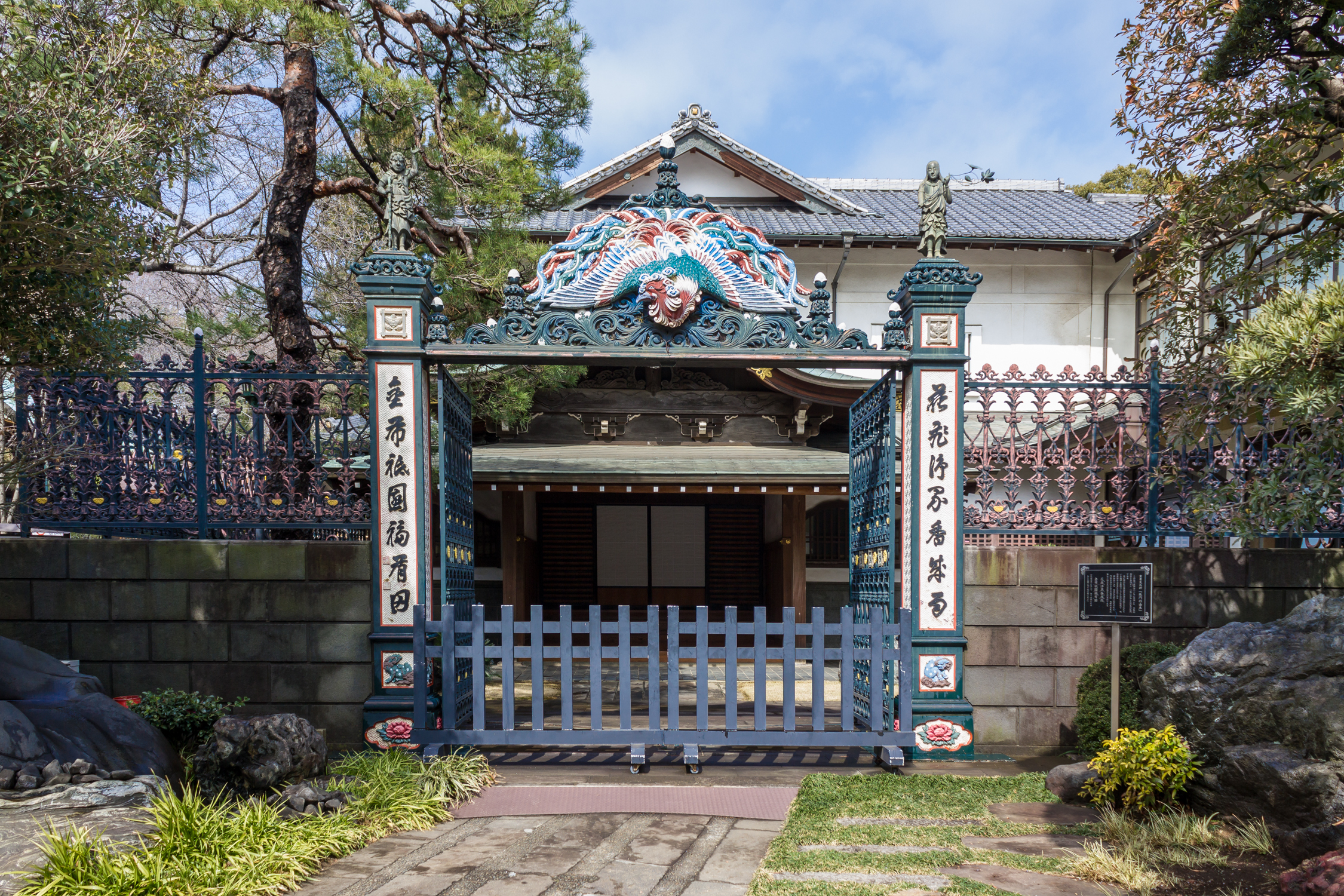
鉄門

### 重要文化財（国指定）
- 妙法寺鉄門 - 明治11年（1878年）の建立。昭和48年（1973年）6月2日指定。

### 東京都指定有形文化財
- 妙法寺祖師堂
- 妙法寺書院（御成間）
- 妙法寺仁王門

### 杉並区指定有形文化財
- 享保十年銘梵鐘
- 木造如来形坐像
- 慶長廿年銘織部型燈籠）
- 明恵上人書状 明恵筆
- 絹本著色舞楽図 六曲屏風
- 本阿弥光悦筆和歌巻・同断簡 本阿弥光悦筆
- 乾山焼色絵花唐草文水注 尾形乾山作
- 板絵着色老翁奇瑞の図 魚屋北渓筆
- 妙法寺旧参道入口燈籠

## 旧末寺
日蓮宗は昭和16年に本末を解体したため、現在では、旧本山、旧末寺と呼びならわしている。
- 四天王山法光寺（市原市新堀）
  - 法光寺末：法性山仏蔵寺（市原市山田）
- 妙法山真浄寺（長岡市関原町）

## アクセス
- 東京メトロ丸ノ内線・新高円寺駅・方南町駅より徒歩約15分。
- 阿佐ケ谷駅または渋谷駅より都営バス・京王バス<渋66>「堀ノ内」下車すぐ。
- 新宿駅西口または新代田駅より都営バス<宿91>「堀ノ内」下車すぐ。

- 拝観は日中の時間帯のみ無料。